# 维维耶莱索夫鲁瓦库尔
维维耶-莱索夫鲁瓦库尔（法語：Viviers-lès-Offroicourt，法語發音：[vivje lɛz‿ɔfʁwakuʁ] ⓘ，意为“奥夫鲁瓦库尔附近的维维耶”）是法国大東部大區孚日省的一个市镇，属于讷沙托区。

## 地理
维维耶-莱索夫鲁瓦库尔（48°16'11"N, 6°1'30"E）面积4.52 平方千米，位于法国大東部大區孚日省，该省份为法国东北部内陆省份，北起默兹省和默尔特-摩泽尔省，西接上马恩省，南至上索恩省和贝尔福地区省，东临上莱茵省和下莱茵省。
与维维耶-莱索夫鲁瓦库尔接壤的市镇（或旧市镇、城区）包括：栋于连、埃特雷讷、热姆兰库尔、奥夫鲁瓦库尔。
维维耶-莱索夫鲁瓦库尔的时区为UTC+01:00、UTC+02:00（夏令时）。

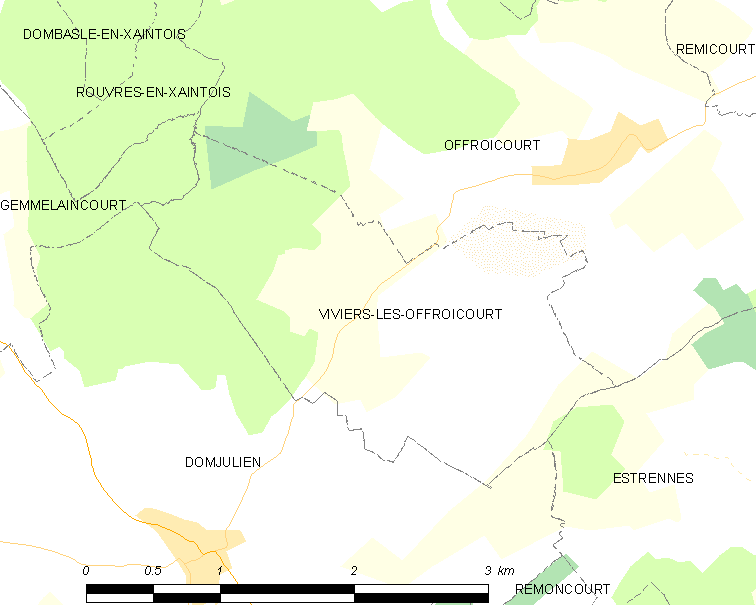
维维耶-莱索夫鲁瓦库尔的OSM定位图

## 行政
维维耶-莱索夫鲁瓦库尔的邮政编码为88500，INSEE市镇编码为88518。

## 政治
维维耶-莱索夫鲁瓦库尔所属的省级选区为维泰勒县。

## 人口
维维耶-莱索夫鲁瓦库尔于2022年1月1日时的人口数量为27人。

1962-2008年间维维耶-莱索夫鲁瓦库尔人口变化图示